# كفر حلب
كفر حلب قرية في منطقة جبل سمعان في محافظة حلب في سوريا. تقع جنوب غرب مدينة حلب.